# Cantone di Moulins-2
Il Cantone di Moulins-2 è una divisione amministrativa dell'arrondissement di Moulins e dell'arrondissement di Vichy.
È stato costituito a seguito della riforma approvata con decreto del 27 febbraio 2014, che ha avuto attuazione dopo le elezioni dipartimentali del 2015.

## Composizione
Comprende parte della città di Moulins e i 22 comuni di:
- Bert
- Bessay-sur-Allier
- Chapeau
- Châtelperron
- Chavroches
- Cindré
- La Ferté-Hauterive
- Gouise
- Jaligny-sur-Besbre
- Liernolles
- Mercy
- Montbeugny
- Neuilly-le-Réal
- Saint-Gérand-de-Vaux
- Saint-Léon
- Saint-Voir
- Sorbier
- Thionne
- Toulon-sur-Allier
- Treteau
- Trézelles
- Varennes-sur-Tèche